# Henry Carton de Wiart
Henry Carton de Wiart (Bruxelles, 31 gennaio 1869 – Uccle, 6 maggio 1951) è stato un politico belga.
È stato Primo Ministro del Belgio dal 20 novembre 1920 al 16 dicembre 1921.
Suo cugino era l'avventuriero sir Adrian Carton de Wiart, uno dei militari britannici più famosi e decorati di tutti i tempi.